# District de Golovec
Le district de Golovec est l'un des 17 districts de la municipalité de Ljubljana. Il tire son nom de la colline boisée de Golovec, au sud-est de l'agglomération de Ljubljana, s'élevant jusqu'à 450 m au lieu-dit Mazovnik. Le district est limitrophe des districts du Centre à l'ouest, dont il est séparé par le canal Gruber, de Moste au nord, qui est sur l'autre rive de la Ljubljanica, de Sostro à l'est, au-delà de l'autoroute A1, et de Rudnik à l'ouest.
Il a incorporé plusieurs villages, dont certains sont attestés depuis le Moyen Âge : Bizovik, Štepanja Vas, Zgornja et Spodnja Hrušica.

## Histoire

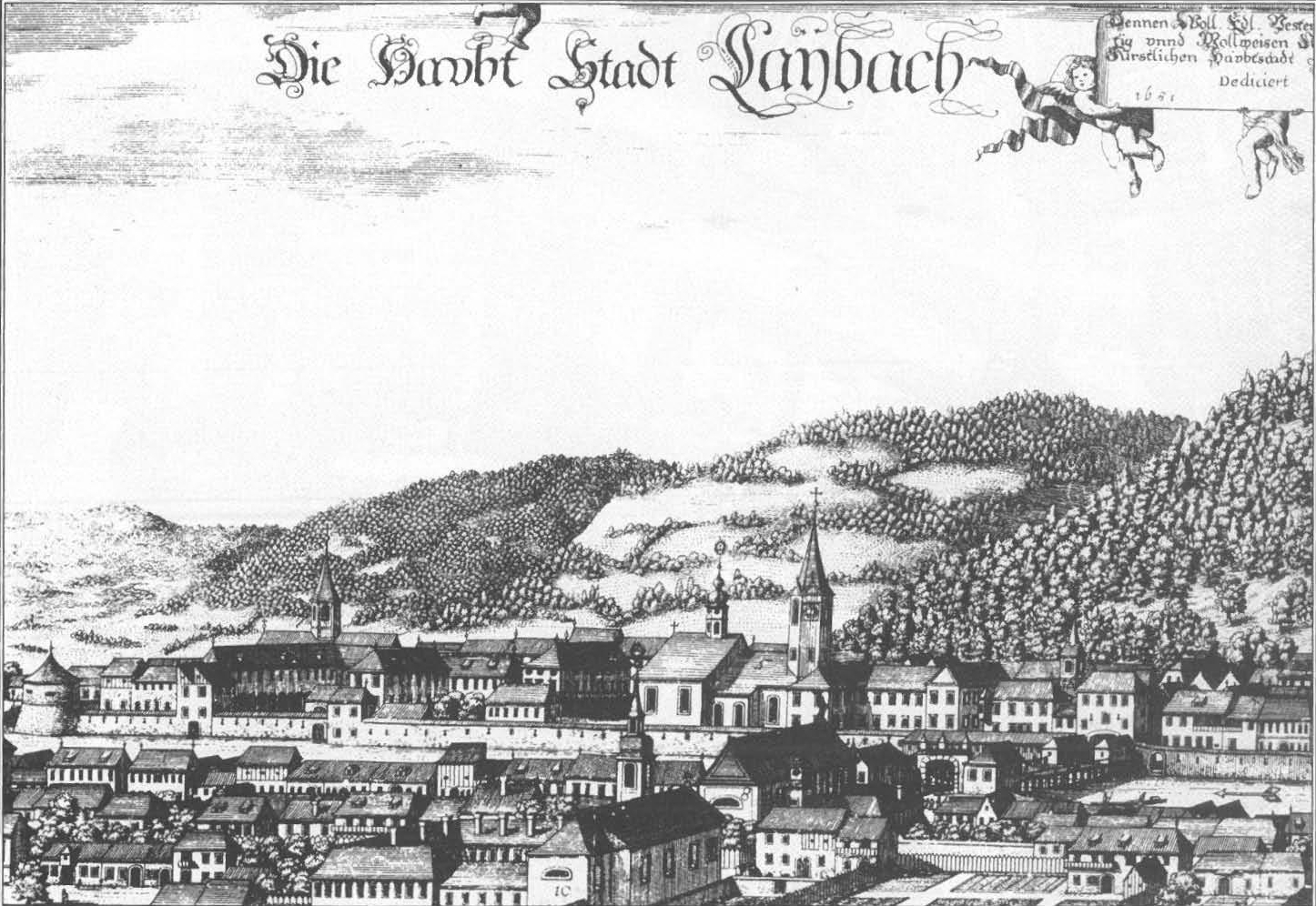
Ljubljana vue de Golovec en 1689. Dessin de Janez Vajkard Valvasor
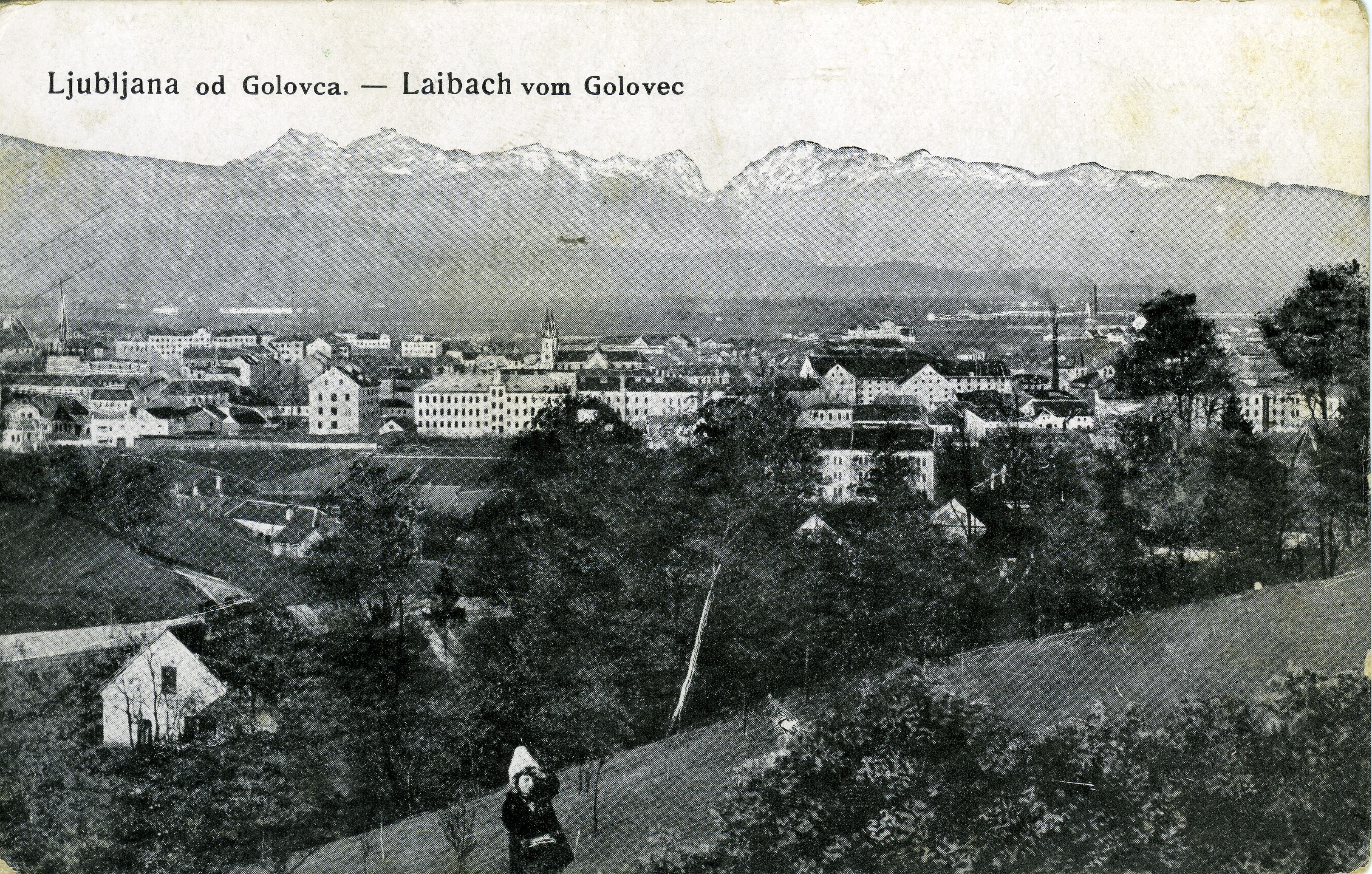
Ljubljana vue de Golovec en 1915
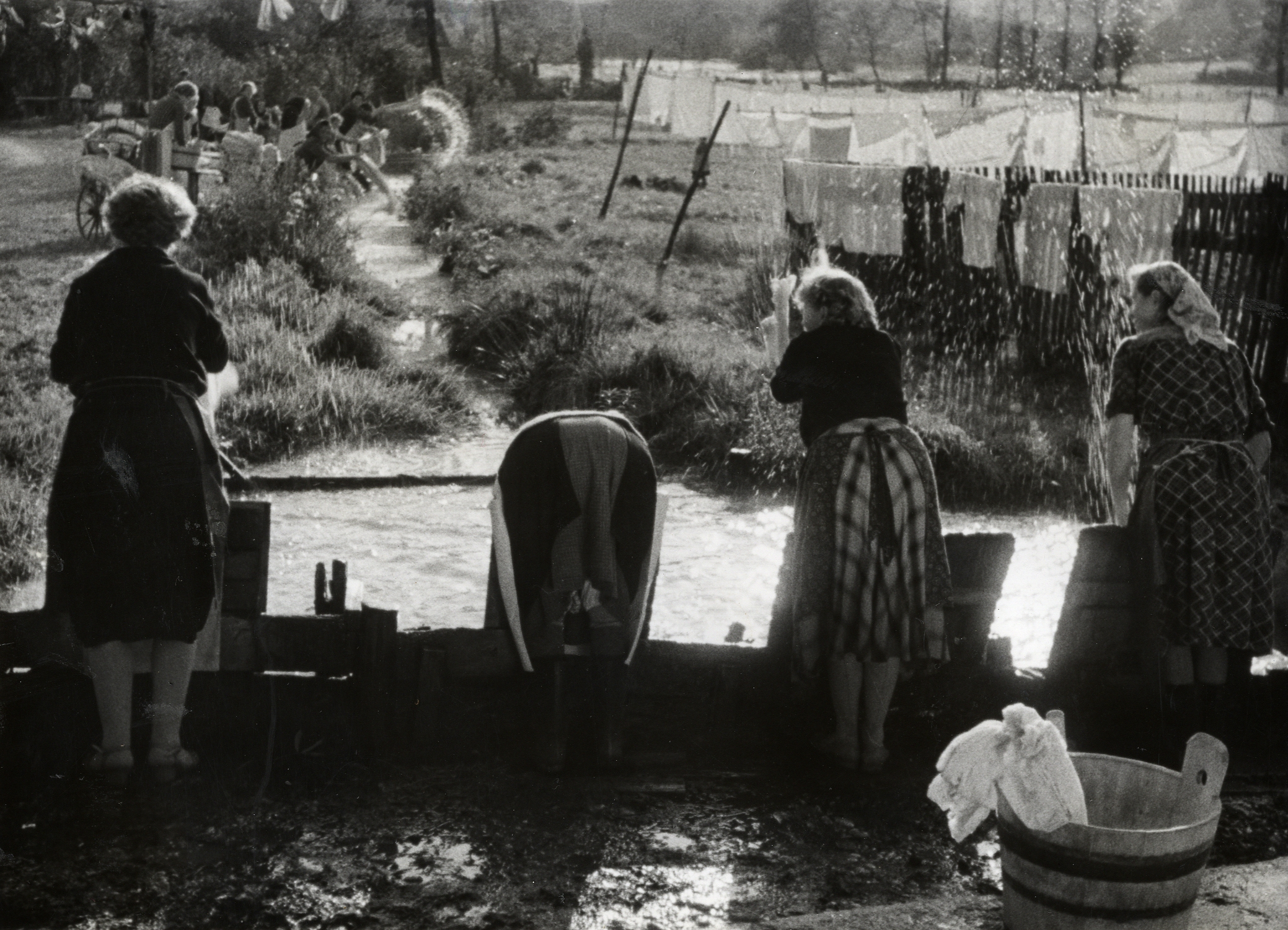
Lavage du linge à Bizovik (en), en 1958 ou 1959Photo de Žaro Tušar
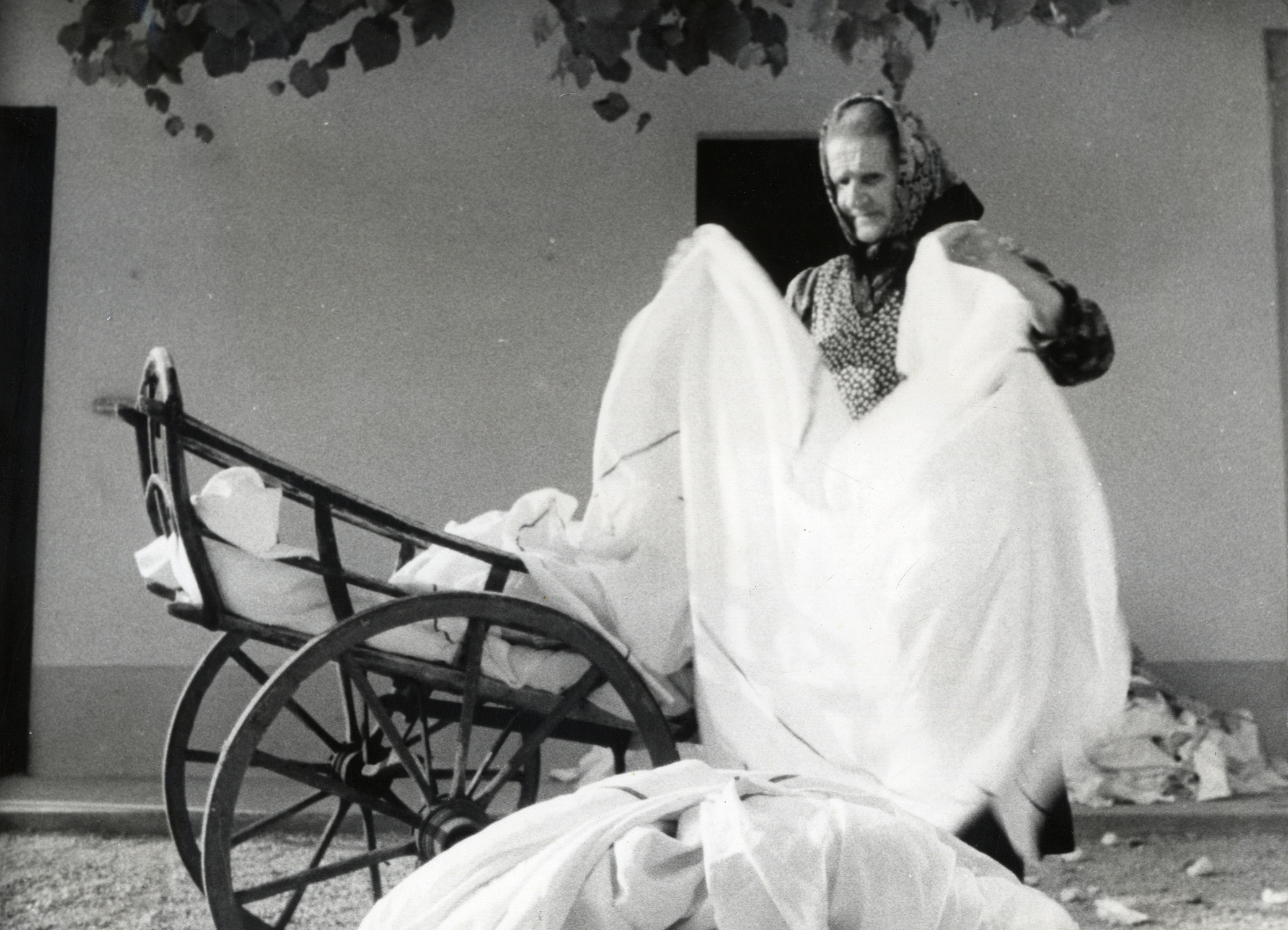
Lavage du linge à Bizovik (en), en 1958 ou 1959. Photo de Žaro Tušar